# 荷兰护照
荷兰护照（荷蘭語：Nederlands paspoort）是颁发给荷兰王国公民用于国际旅行的一种证件，由于荷兰只区分一类公民身份（即荷蘭人），所以该护照对于荷兰王国所有的构成国公民都是一致的。根据荷兰法律规定，自2005年1月1日起，护照还可以作为所有14岁以上的人的身份证明。自2006年8月26日起，所有的护照均以生物识别护照的形式发放，内嵌非接触式智能卡射频识别芯片，用于存储生物识别数据。每个荷兰公民都是欧盟公民，该国籍允许荷兰公民在任何欧盟国家、欧洲经济区和瑞士自由流动和居住的权利。

## 设计

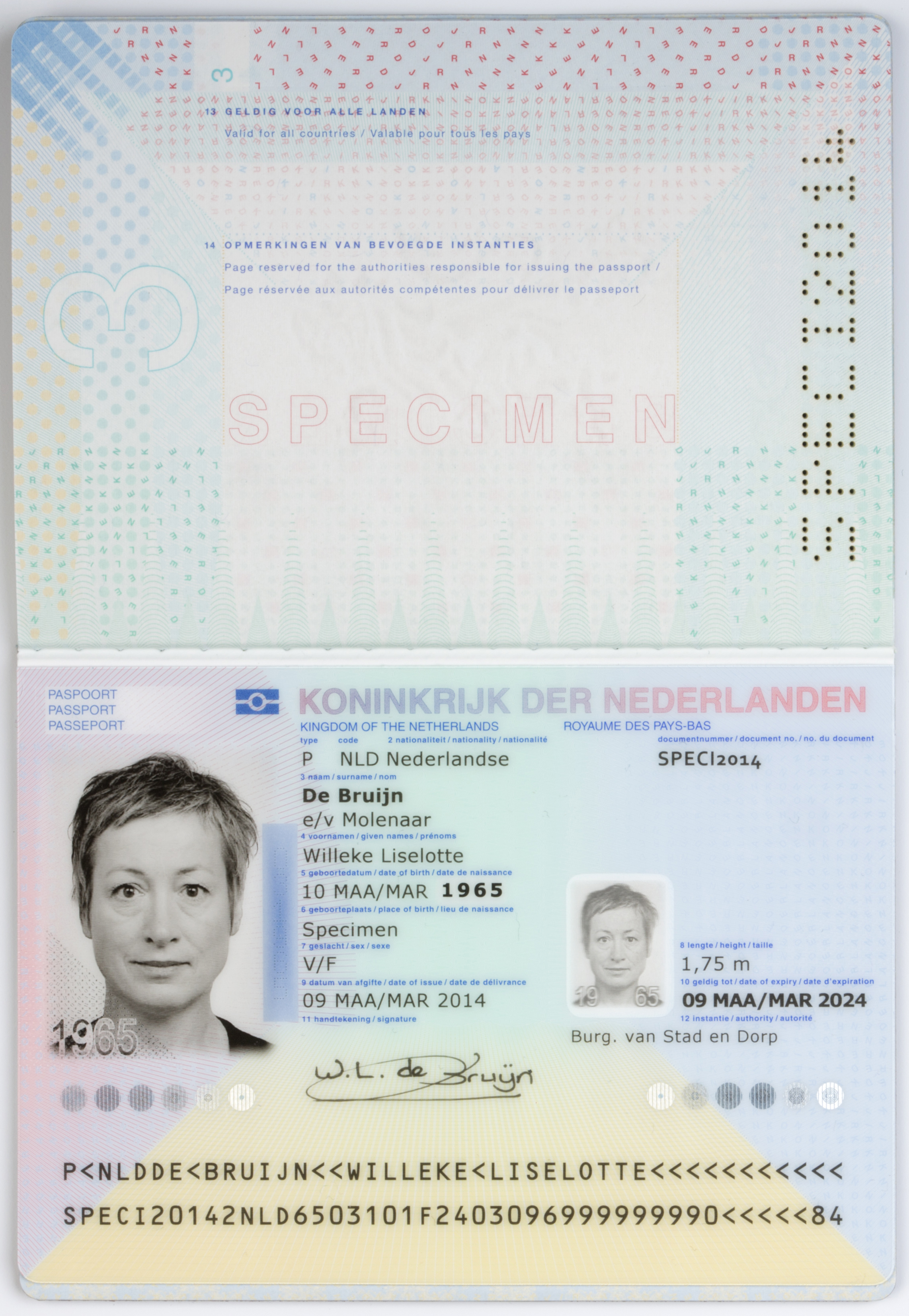
自2014年3月9日以来发布的身份信息页标本

与其余欧盟护照一致，荷兰护照是酒红色的，封面上印有荷兰王国国徽，国徽上方刻有荷兰语"EUROPESE UNIE"（欧盟）和 "KONINKRIJK DER NEDERLANDEN"（荷兰王国）以及 "PASPOORT"（护照）的字样，与欧盟规定的设计标准一致。2011年版生物识别护照的封面底部还印有国际民航组织的生物识别护照符号。普通护照包含34页，其中28页可用于办理签证。每个芯片都包含一个人经过数字记录的指纹。

### 身份信息页
荷兰护照的身份信息页上包含以下数据：
- (1) 个人身份号码（在身份信息页的背面）
- 护照持有人的照片
- 类型(P)
- 代码(NLD)
- (2) 国籍(Nederlandse)
- 证件号码
- (3) 姓
- (4) 名
- (5) 出生日期
- (6) 出生地点
- (7) 性别
- (8) 身高
- (9) 发行日期
- (10) 到期日期
- (11) 持有人签名
- (12) 签发机构[註 2]

信息页以P<NLD开头的机器可读区结束。

### 语言
护照中的每个项目都有荷兰语、英语和法语的说明。这些说明都有编号，且在护照最后两页提供了欧盟23种官方语言的译文。

## 时效性
荷兰普通护照和商务护照的有效期为自签发之日起十年（未成年人为五年）。第二本护照的有效期为自签发之日起两年。紧急护照的有效期为旅行期间，但不超过自签发之日起一年的时间。外国人护照的有效期与相应的居留证的有效期相同。

## 种类

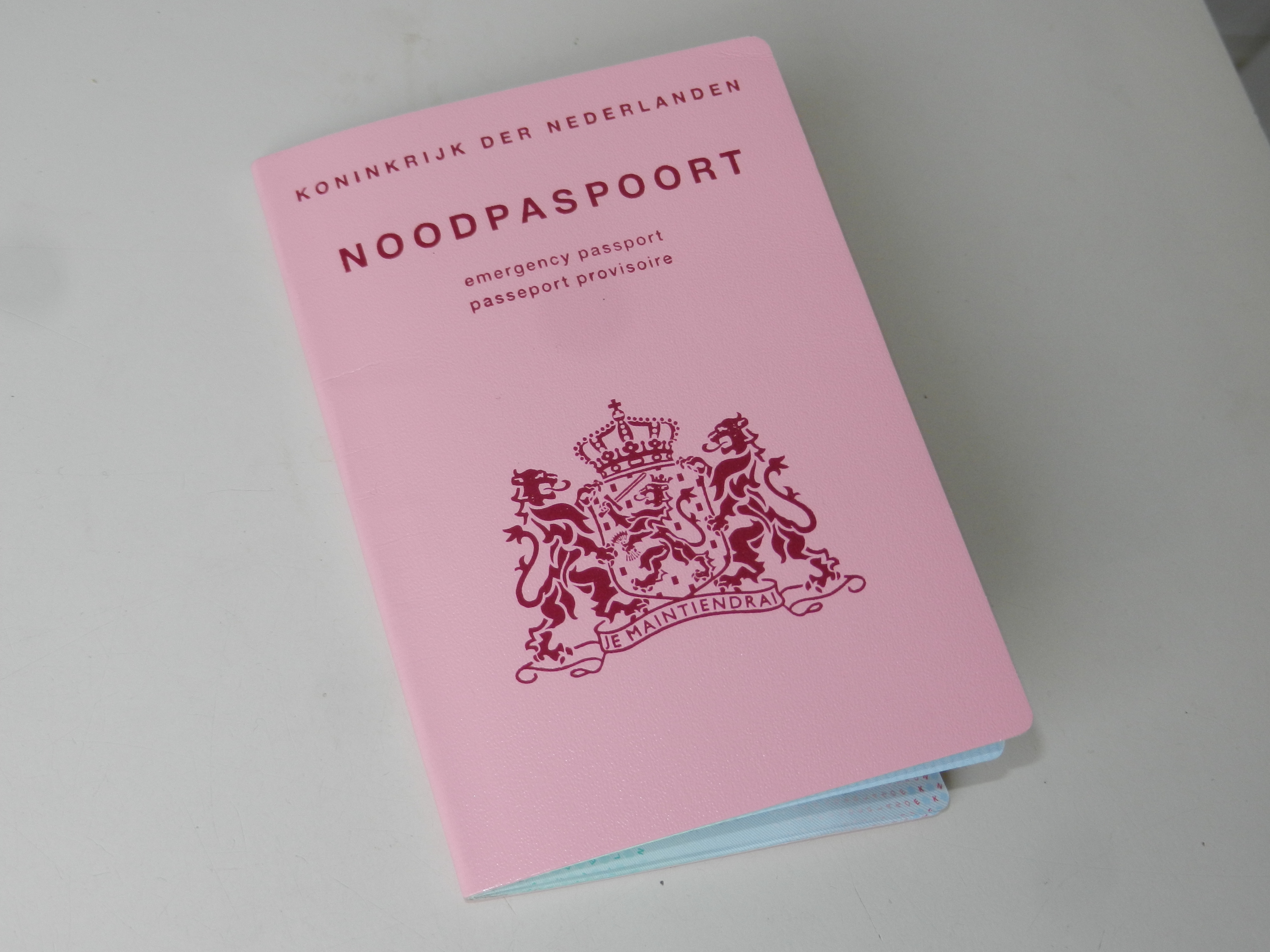
荷兰紧急护照的封面

- 普通护照（荷蘭語：Nationaal paspoort）是为度假和商务旅行以及荷兰法律要求的身份识别而颁发的。护照有34页，从签发之日起有效期为10年。[9][10]
- 第二本护照（荷蘭語：Tweede paspoort）仅颁发给那些经常旅行并在进入国家时因普通护照上的签证（盖章）而遇到问题的公民，或者因为普通护照正在被外国大使馆办理其他签证。该护照的有效期为自签发之日起两年。[11]
- 商务护照（荷蘭語：Zakenpaspoort）签发时有附加页，可用于签证。商务护照包含66页，自签发日期起有效期为10年。[12]
- 外交护照（荷蘭語：Diplomatiek paspoort）颁发给代表荷兰政府执行公务的人员，并根据《维也纳外交关系公约》的规定提供外交豁免權。该护照有66页。[13]
- 服务护照（荷蘭語：Dienstpaspoort）颁发给代表荷兰政府执行公务的人员，但不提供外交豁免权。该护照有66页。[14]
- 紧急护照（粉色封面）（荷蘭語：Noodpaspoort）由荷兰皇家宪兵队或荷兰驻外代表签发给无法及时获得适当护照的荷兰公民，适用于严格的规则。[15]
- 外国人护照（绿色封面）（荷蘭語：Vreemdelingenpaspoort），颁发给无法从本国政府获得护照的非荷兰籍荷兰居民，用于旅行目的。[16]
- Laissez-Passer（蓝色封面）,紧急旅行文件，有8页，包含手写信息。[17]

## 持照人签证要求

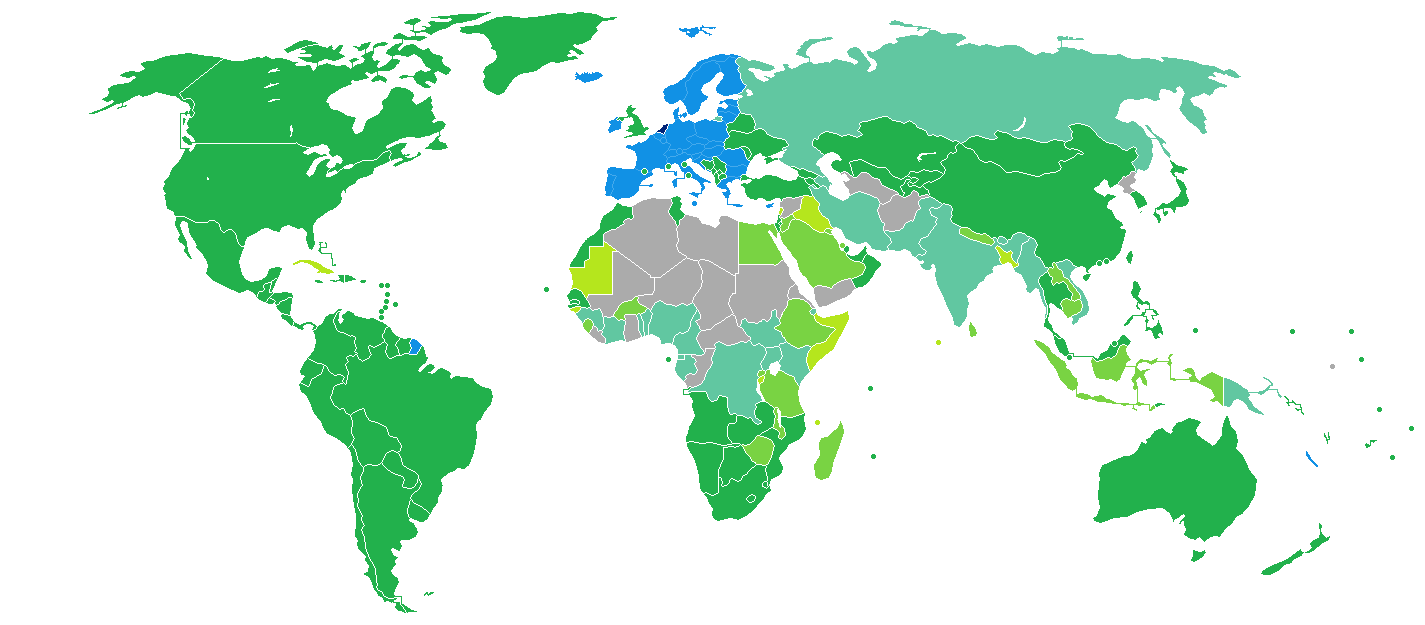
荷兰
可自由迁徙
免签证
落地签证
电子签证
落地/电子签证
需要签证

对荷兰公民的签证要求是其他国家的当局对荷兰公民的行政入境限制。根据2025年1月8日发布的亨利护照指数，荷兰护照可免签证、落地签证或电子签证入境191个国家和地区，位居世界第4，与奥地利、丹麦、爱尔兰、卢森堡、挪威、瑞典护照并列。

## 历史图库

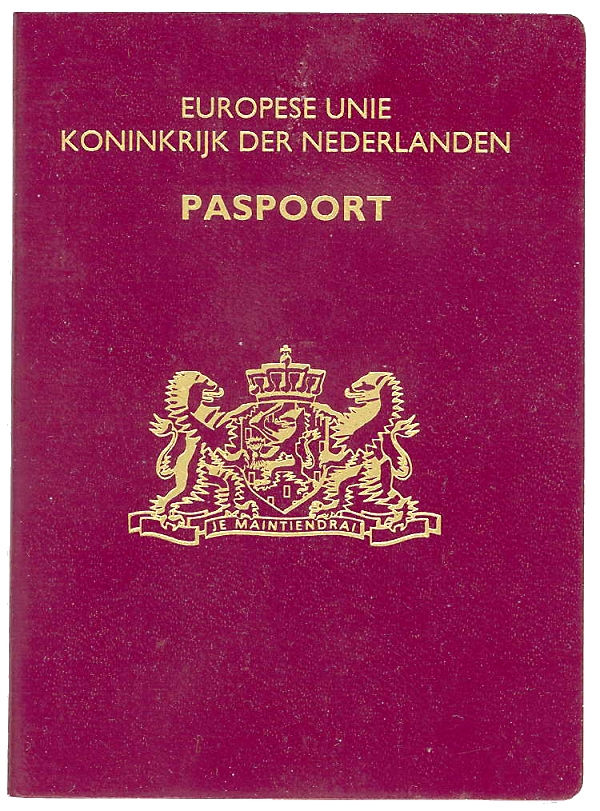
2006年签发的荷兰护照的封面
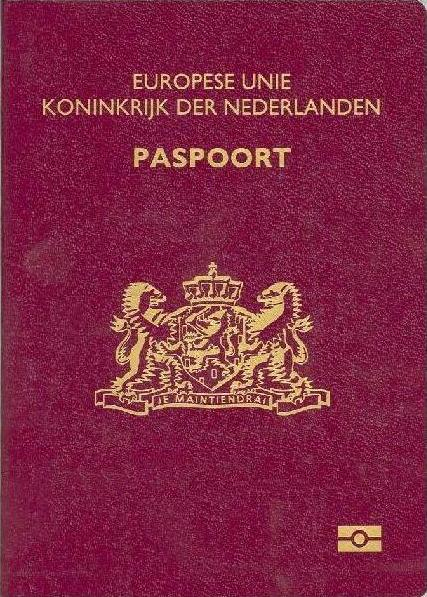
2006年签发的荷兰生物识别护照的封面